# خانه سید وهاب کسوتی
خانه سید وهاب کسوتی مربوط به دوره قاجار است و در شهرستان فومن، شهرک تاریخی ماسوله واقع شده و این اثر در تاریخ ۲۵ اسفند ۱۳۸۰ با شمارهٔ ثبت ۵۲۷۷ به‌عنوان یکی از آثار ملی ایران به ثبت رسیده است.